# Plowshare
Plowshare va ser un grup de heavy metal de Ponent. El seu estil musical barrejava rock dur i thrash metal.

## Discografia
- Here comes the plowman (2006)[2]
- Life must disappear (2008)
- The lambs astray (2012)